# Джефферсон (округ Йорк, Пенсільванія)
Джефферсон (англ. Jefferson) — місто (англ. borough) в США, в окрузі Йорк штату Пенсільванія. Населення — 658 осіб (2020).

## Географія
Джефферсон розташований за координатами 39°48′56″ пн. ш. 76°50′26″ зх. д. / 39.81556° пн. ш. 76.84056° зх. д. (39.815567, -76.840615).  За даними Бюро перепису населення США в 2010 році місто мало площу 1,57 км², з яких 1,57 км² — суходіл та 0,00 км² — водойми.

## Демографія
Згідно з переписом 2010 року, у селищі мешкали 733 особи в 288 домогосподарствах у складі 204 родин. Густота населення становила 466 осіб/км².  Було 306 помешкань (195/км²).
Расовий склад населення:
| - 98,2 % — білих - 0,8 % — чорних або афроамериканців - 0,1 % — корінних американців |

До двох чи більше рас належало 0,7 %. Частка іспаномовних становила 0,4 % від усіх жителів.
За віковим діапазоном населення розподілялося таким чином: 23,9 % — особи молодші 18 років, 62,3 % — особи у віці 18—64 років, 13,8 % — особи у віці 65 років та старші. Медіана віку мешканця становила 40,9 року. На 100 осіб жіночої статі у селищі припадало 104,7 чоловіків;  на 100 жінок у віці від 18 років та старших — 97,9 чоловіків також старших 18 років.
Середній дохід на одне домашнє господарство  становив 56 191 долар США (медіана — 48 929), а середній дохід на одну сім'ю — 66 354 долари (медіана — 70 417). Медіана доходів становила 50 000 доларів для чоловіків та 38 438 доларів для жінок. За межею бідності перебувало 16,0 % осіб, у тому числі 22,7 % дітей у віці до 18 років та 14,4 % осіб у віці 65 років та старших.
Цивільне працевлаштоване населення становило 270 осіб. Основні галузі зайнятості: освіта, охорона здоров'я та соціальна допомога — 20,4 %, виробництво — 16,7 %, роздрібна торгівля — 13,7 %.